# Николаевка (Шевченковский сельский совет, Сахновщинский район)
Николаевка (укр. Миколаївка) — село,
Шевченковский сельский совет,
Сахновщинский район,
Харьковская область.
Код КОАТУУ — 6324887003. Население по переписи 2001 года составляет 104 (44/60 м/ж) человека.

## Географическое положение
Село Николаевка находится в междурядье рек Богатая и Орель.
По селу протекает пересыхающий ручей с запрудой.
На расстоянии в 2 км расположено село Новая Парафиевка (Кегичевский район).

## История
- 1934 — дата основания.

## Экономика
- Молочно-товарная ферма.